# Temporada 1987 del Campeonato Mundial de Rally
La temporada 1987 fue la 15º edición del Campeonato Mundial de Rally. Comenzó en 17 de enero con el Rally de Montecarlo y finalizó el 25 de noviembre en el Rally de Gran Bretaña.
1987 supuso el primer año de una nueva era para el mundial, puesto que sería el primero sin los grupos B, siendo los vehículos de Grupo A los empleados por los equipos. Se modificaron además el sistema de puntuación para ambos campeonatos, no incluyendo los rallyes de Nueva Zelanda y Costa de Marfil en el Campeonato de Constructores.
Martini Lancia fue la marca claramente dominadora de la temporada, que supo adaptarse como nadie a la nueva normativa y finalizó con tres pilotos Juha Kankkunen, Miki Biasion y Markku Alén encabezando el campeonato de pilotos además de ganar el de constructores.

## Calendario
- El Rally de Nueva Zelanda y Costa de Marfil solo eran puntuables para el campeonato de pilotos.

| N.º | Fecha                   | Rally                    | Superficie     |
| --- | ----------------------- | ------------------------ | -------------- |
| 1   | 17-22 de enero          | Rally de Montecarlo      | Asfalto        |
| 2   | 13-14 de febrero        | Rally de Suecia          | Nieve/hielo    |
| 3   | 11-14 de marzo          | Rally de Portugal        | Tierra/asfalto |
| 4   | 16-20 de abril          | Rally Safari             | Tierra         |
| 5   | 7-9 de mayo             | Rally de Córcega         | Asfalto        |
| 6   | 31 de mayo - 3 de junio | Rally Acrópolis          | Tierra         |
| 7   | 26-29 de junio          | Rally Olympus            | Tierra         |
| 8   | 11-14 de julio          | Rally de Nueva Zelanda   | Tierra         |
| 9   | 4-8 de agosto           | Rally de Argentina       | Tierra         |
| 10  | 27-30 de agosto         | Rally de Finlandia       | Tierra         |
| 11  | 22-26 de septiembre     | Rally de Costa de Marfil | Tierra         |
| 12  | 12-15 de octubre        | Rally de San Remo        | Tierra/asfalto |
| 13  | 22-25 de noviembre      | Rally de Gran Bretaña    | Tierra/asfalto |

### Puntuación
Campeonato de Pilotos
| Posición | 1º | 2º | 3º | 4º | 5º | 6º | 7º | 8º | 9º | 10º |
| -------- | -- | -- | -- | -- | -- | -- | -- | -- | -- | --- |
| Puntos   | 20 | 15 | 12 | 10 | 8  | 6  | 4  | 3  | 2  | 1   |

Campeonato de Constructores
| Posición | 1º | 2º | 3º | 4º | 5º | 6º | 7º | 8º | 9º | 10º |
| -------- | -- | -- | -- | -- | -- | -- | -- | -- | -- | --- |
| Puntos   | 20 | 17 | 14 | 12 | 10 | 8  | 6  | 4  | 2  | 1   |

## Equipos
| Equipo                           | Constructor | Automóvil                           | Neumático | Piloto            | Copiloto                | Rallyes             |
| -------------------------------- | ----------- | ----------------------------------- | --------- | ----------------- | ----------------------- | ------------------- |
| Martini Lancia Jolly Club        | Lancia      | Lancia Delta HF 4WD                 | Pirelli   | Juha Kankkunen    | Juha Piironen           | 1-3, 6-7, 10, 13    |
| Martini Lancia Jolly Club        | Lancia      | Lancia Delta HF 4WD                 | Pirelli   | Miki Biasion      | Tiziano Siviero         | 1, 3, 5-7, 9, 12    |
| Martini Lancia Jolly Club        | Lancia      | Lancia Delta HF 4WD                 | Pirelli   | Bruno Saby        | Jean-François Fauchille | 1, 5, 12-13         |
| Martini Lancia Jolly Club        | Lancia      | Lancia Delta HF 4WD                 | Pirelli   | Markku Alén       | Ilkka Kivimäki          | 2-3, 6-7, 10, 12-13 |
| Martini Lancia Jolly Club        | Lancia      | Lancia Delta HF 4WD                 | Pirelli   | Mikael Ericsson   | Claes Billstam          | 2, 6, 12-13         |
| Martini Lancia Jolly Club        | Lancia      | Lancia Delta HF 4WD                 | Pirelli   | Vic Preston Jr    | John Lyall              | 4                   |
| Martini Lancia Jolly Club        | Lancia      | Lancia Delta HF 4WD                 | Pirelli   | Yves Loubet       | Jean-Bernard Vieu       | 5                   |
| Martini Lancia Jolly Club        | Lancia      | Lancia Delta HF 4WD                 | Pirelli   | Jorge Recalde     | Jorge del Buono         | 7, 9                |
| Martini Lancia Jolly Club        | Lancia      | Lancia Delta HF 4WD                 | Pirelli   | Franz Wittmann    | Jörg Pattermann         | 8                   |
| Martini Lancia Jolly Club        | Lancia      | Lancia Delta HF 4WD                 | Pirelli   | Alex Fiorio       | Luigi Pirollo           | 12                  |
| Mazda Rally Team Europe          | Mazda       | Mazda 323 4WD                       | Michelin  | Timo Salonen      | Seppo Harjanne          | 1-3, 10, 13         |
| Mazda Rally Team Europe          | Mazda       | Mazda 323 4WD                       | Michelin  | Ingvar Carlsson   | Per Carlsson            | 1-3, 9-10           |
| Mazda Rally Team Europe          | Mazda       | Mazda 323 4WD                       | Michelin  | Rod Millen        | John Bellefleur         | 7                   |
| Philips Renault Elf              | Renault     | Renault 11 Turbo                    | Michelin  | Jean Ragnotti     | Pierre Thimonier        | 1, 3, 5-6, 12       |
| Philips Renault Elf              | Renault     | Renault 11 Turbo                    | Michelin  | François Chatriot | Michel Perin            | 1, 3, 5-6, 12       |
| Philips Renault Elf              | Renault     | Renault 11 Turbo                    | Michelin  | Alain Oreille     | Sylvie Oreille          | 1, 5                |
| Audi Sport                       | Audi        | Audi 200 Quattro Audi Coupe Quattro | Michelin  | Walter Röhrl      | Christian Geistdörfer   | 1, 4, 6             |
| Audi Sport                       | Audi        | Audi 200 Quattro Audi Coupe Quattro | Michelin  | Hannu Mikkola     | Arne Hertz              | 4, 6, 10            |
| Audi Sport                       | Audi        | Audi 200 Quattro Audi Coupe Quattro | Michelin  | David Llewellin   | Phil Short              | 13                  |
| Ford Motor Company               | Ford        | Ford Sierra RS Cosworth             | Pirelli   | Stig Blomqvist    | Bruno Berglund          | 1-2, 4-5, 10, 13    |
| Ford Motor Company               | Ford        | Ford Sierra RS Cosworth             | Pirelli   | Stig Blomqvist    | Björn Cederberg         | 8                   |
| Ford Motor Company               | Ford        | Ford Sierra RS Cosworth             | Pirelli   | Kalle Grundel     | Terry Harriman          | 1-2, 5              |
| Ford Motor Company               | Ford        | Ford Sierra RS Cosworth             | Pirelli   | Carlos Sainz      | Antonio Boto            | 2, 5, 13            |
| Ford Motor Company               | Ford        | Ford Sierra RS Cosworth             | Pirelli   | Didier Auriol     | Bernard Occelli         | 5, 12               |
| Ford Motor Company               | Ford        | Ford Sierra RS Cosworth             | Pirelli   | Ari Vatanen       | Terry Harriman          | 10                  |
| Volkswagen Motorsport            | Volkswagen  | Volkswagen Golf GTI 16V             | Pirelli   | Kenneth Eriksson  | Peter Diekmann          | 1-6, 8-9, 11, 13    |
| Volkswagen Motorsport            | Volkswagen  | Volkswagen Golf GTI 16V             | Pirelli   | Erwin Weber       | Mattias Feltz           | 1, 3-4, 6, 9, 11    |
| Toyota Team Europe               | Toyota      | Toyota Supra Turbo                  | Pirelli   | Björn Waldegård   | Fred Gallagher          | 4, 7, 11            |
| Toyota Team Europe               | Toyota      | Toyota Supra Turbo                  | Pirelli   | Lars-Erik Torph   | Benny Melander          | 4, 7, 11            |
| Toyota Team Europe               | Toyota      | Toyota Supra Turbo                  | Pirelli   | Robin Ulyate      | Ian Street              | 4, 11               |
| Nissan Motorsports International | Nissan      | Nissan 200SX                        | Dunlop    | Shekhar Mehta     | Yvonne Mehta            | 6-7                 |
| Nissan Motorsports International | Nissan      | Nissan 200SX                        | Dunlop    | Shekhar Mehta     | Rob Combes              | 4, 11               |
| Nissan Motorsports International | Nissan      | Nissan 200SX                        | Dunlop    | Andrea Zanussi    | Paolo Amati             | 4                   |
| Nissan Motorsports International | Nissan      | Nissan 200SX                        | Dunlop    | Andrea Zanussi    | Mike Doughty            | 6                   |
| Nissan Motorsports International | Nissan      | Nissan 200SX                        | Dunlop    | Mike Kirkland     | Robin Nixon             | 4, 6, 11            |
| Nissan Motorsports International | Nissan      | Nissan 200SX                        | Dunlop    | Mikael Ericsson   | Claes Billstam          | 7                   |
| Nissan Motorsports International | Nissan      | Nissan 200SX                        | Dunlop    | Per Eklund        | Dave Whittock           | 7                   |
| Nissan Motorsports International | Nissan      | Nissan 200SX                        | Dunlop    | Alain Ambrosino   | Daniel Le Saux          | 11                  |
| Rothmans Motul BMW / Prodrive    | BMW         | BMW M3                              | Michelin  | Bernard Béguin    | Jean-Jacques Lenne      | 5                   |
| Rothmans Motul BMW / Prodrive    | BMW         | BMW M3                              | Michelin  | Marc Duez         | Georges Biar            | 5                   |
| Mitsubishi Ralliart Europe       | Mitsubishi  | Mitsubishi Starion Turbo            | Michelin  | Lasse Lampi       | Pentti Kuukkala         | 10                  |
| Mitsubishi Ralliart Europe       | Mitsubishi  | Mitsubishi Starion Turbo            | Michelin  | Antero Laine      | Risto Virtanen          | 10                  |
| Mitsubishi Ralliart Europe       | Mitsubishi  | Mitsubishi Starion Turbo            | Michelin  | Patrick Tauziac   | Claude Papin            | 11                  |

## Resultados

### Campeonato de Pilotos
| Pos. | Piloto             | Rally | Rally | Rally | Rally | Rally | Rally | Rally | Rally | Rally | Rally | Rally | Rally | Rally | Puntos |
| Pos. | Piloto             | MON   | SWE   | POR   | KEN   | FRA   | GRE   | USA   | NZL   | ARG   | FIN   | CIV   | ITA   | GBR   | Puntos |
| ---- | ------------------ | ----- | ----- | ----- | ----- | ----- | ----- | ----- | ----- | ----- | ----- | ----- | ----- | ----- | ------ |
| 1    | Juha Kankkunen     | 2     | 3     | 4     |       |       | 2     | 1     |       |       | 5     |       |       | 1     | 100    |
| 2    | Miki Biasion       | 1     |       | 8     |       | 3     | 7     | 2     |       | 1     |       |       | 1     |       | 94     |
| 3    | Markku Alén        |       | 5     | 1     |       |       | 1     | 3     |       |       | 1     |       | Ret   | 5     | 88     |
| 4    | Kenneth Eriksson   | 5     | 8     | 3     | Ret   | Ret   | Ret   |       | 2     | 4     |       | 1     |       | 9     | 70     |
| 5    | Jean Ragnotti      | 8     |       | 2     |       | 4     | 5     |       |       |       |       |       | 3     |       | 51     |
| 6    | Erwin Weber        | 9     |       | Ret   | 4     |       | 6     |       |       | 3     |       | 3     |       |       | 44     |
| 7    | Stig Blomqvist     | DSQ   | 6     |       | Ret   | Ret   |       |       | Ret   |       | 3     |       |       | 2     | 33     |
| 8    | Hannu Mikkola      |       |       |       | 1     |       | 3     |       |       |       | Ret   |       |       |       | 32     |
| 9    | Jorge Recalde      |       |       | 10    |       |       | 4     | 7     |       | 2     |       |       |       |       | 30     |
| 10   | Mikael Ericsson    |       | 2     |       |       |       | Ret   | Ret   |       |       |       |       | 8     | 4     | 28     |
| 11   | Walter Röhrl       | 3     |       |       | 2     |       | Ret   |       |       |       |       |       |       |       | 27     |
| 12   | Per Eklund         | 12    | 7     |       | 5     |       |       | 9     |       |       | 4     |       |       | DSQ   | 25     |
| 13   | François Chatriot  | 10    |       | 5     |       | 5     | 8     |       |       |       |       |       | 11    |       | 22     |
| 14   | Timo Salonen       | Ret   | 1     | Ret   |       |       |       |       |       |       | Ret   |       |       |       | 20     |
| 14   | Bernard Béguin     |       |       |       |       | 1     |       |       |       |       |       |       |       |       | 20     |
| 14   | Franz Wittmann     |       |       |       |       |       |       |       | 1     |       |       |       |       |       | 20     |
| 17   | Ingvar Carlsson    | 4     | 4     | Ret   |       |       |       |       |       | Ret   | Ret   |       |       |       | 20     |
| 18   | Shekhar Mehta      |       |       |       | Ret   |       | Ret   | 8     |       |       |       | 2     |       |       | 18     |
| 19   | Ari Vatanen        |       |       |       | 10    |       |       |       |       |       | 2     |       |       |       | 16     |
| 20   | Yves Loubet        |       |       |       |       | 2     |       |       |       |       |       |       |       |       | 15     |
| 20   | Bruno Saby         | Ret   |       |       |       | Ret   |       |       |       |       |       |       | 2     | ?     | 15     |
| 22   | Didier Auriol      |       |       |       |       | 8     |       |       |       |       |       |       | 4     |       | 13     |
| 23   | Lars-Erik Torph    |       | 11    |       | 3     |       |       | Ret   |       |       |       | Ret   |       |       | 12     |
| 23   | 'Possum' Bourne    |       |       |       | 11    |       |       |       | 3     |       |       |       |       | Ret   | 12     |
| 23   | Jimmy McRae        |       |       |       |       |       |       |       |       |       |       |       | Ret   | 3     | 12     |
| 26   | Rod Millen         |       |       |       |       |       |       | 4     |       |       |       |       |       |       | 10     |
| 26   | Tony Teesdale      |       |       |       |       |       |       |       | 4     |       |       |       |       |       | 10     |
| 26   | Patrick Tauziac    |       |       |       |       |       |       |       |       |       |       | 4     |       |       | 10     |
| 29   | Paolo Alessandrini |       |       |       |       |       |       | 5     |       |       |       |       | 9     |       | 10     |
| 30   | Rudi Stohl         |       |       | 7     | 7     |       | 9     |       |       |       |       | Ret   | 16    |       | 10     |
| 31   | David Officer      |       |       |       |       |       |       |       | 5     |       |       |       |       |       | 8      |
| 31   | Gabriel Raies      |       |       |       |       |       |       |       |       | 5     |       |       |       |       | 8      |
| 31   | Patrick Copetti    |       |       |       |       |       |       |       |       |       |       | 5     |       |       | 8      |
| 31   | Fabrizio Tabaton   |       |       |       |       |       |       |       |       |       |       |       | 5     |       | 8      |
| 35   | Carlos Sainz       |       |       | Ret   |       | 7     |       |       |       |       |       |       |       | 8     | 7      |
| 36   | Georg Fischer      |       |       | 6     |       |       |       |       |       |       |       |       |       |       | 6      |
| 36   | Robin Ulyate       |       |       |       | 6     |       |       |       |       |       |       |       |       |       | 6      |
| 36   | Marc Duez          |       |       |       |       | 6     |       |       |       |       |       |       |       |       | 6      |
| 36   | Björn Waldegård    |       |       |       | Ret   |       |       | 6     |       |       |       | Ret   |       |       | 6      |
| 36   | Ken Adamson        |       |       |       |       |       |       |       | 6     |       |       |       |       |       | 6      |
| 36   | Paulo Lemos        |       |       |       |       |       |       |       |       | 6     |       |       |       |       | 6      |
| 36   | Thorbjörn Edling   |       | Ret   |       |       |       |       |       |       |       | 6     |       |       |       | 6      |
| 36   | Adolphe Choteau    |       |       |       |       |       |       |       |       |       |       | 6     |       |       | 6      |
| 36   | Guy Fréquelin      |       |       |       |       | Ret   |       |       |       |       |       |       | 6     |       | 6      |
| 36   | David Llewellin    |       |       |       |       |       |       |       |       |       |       |       | 17    | 6     | 6      |
| 46   | Stuart Weeber      |       |       |       |       |       |       |       | 7     |       |       |       |       |       | 4      |
| 46   | Jorge Fleck        |       |       |       |       |       |       |       |       | 7     |       |       |       |       | 4      |
| 46   | Sebastian Lindholm |       |       |       |       |       |       |       |       |       | 7     |       |       |       | 4      |
| 46   | Martial Yacé       |       |       |       |       |       |       |       |       |       |       | 7     |       |       | 4      |
| 46   | Alex Fiorio        | 12    |       | 13    |       |       |       | 11    |       |       | 12    |       | 7     |       | 4      |
| 46   | Mats Jonsson       |       | 13    |       |       |       |       |       |       |       | Ret   |       |       | 7     | 4      |
| 52   | Mike Kirkland      |       |       |       | 8     |       | 10    |       |       |       |       | Ret   |       |       | 4      |
| 53   | Simon Davies       |       |       |       |       |       |       |       | 8     |       |       |       |       |       | 3      |
| 53   | Jorge Bescham      |       |       |       |       |       |       |       |       | 8     |       |       |       |       | 3      |
| 53   | Tomi Palmqvist     |       |       |       |       |       |       |       |       |       | 8     |       |       |       | 3      |
| 53   | Alessandro Molino  |       |       |       |       |       |       |       |       |       |       | 8     |       |       | 3      |
| 57   | Erik Johansson     |       | 10    |       |       |       |       |       |       |       | 9     |       |       |       | 3      |
| 58   | Bertrand Balas     | 9     |       |       |       |       |       |       |       |       |       |       |       |       | 2      |
| 58   | Bror Danielsson    |       | 9     |       |       |       |       |       |       |       |       |       |       |       | 2      |
| 58   | Joaquim Santos     |       |       | 9     |       |       |       |       |       |       |       |       |       |       | 2      |
| 58   | Rauno Aaltonen     |       |       |       | 9     |       |       |       |       |       |       |       |       |       | 2      |
| 58   | Alain Oreille      | Ret   |       |       |       | 9     |       |       |       |       |       |       |       |       | 2      |
| 58   | Kouichi Hazu       |       |       |       |       |       |       |       | 9     |       |       |       |       |       | 2      |
| 58   | Ernesto Soto       |       |       |       |       |       |       |       |       | 9     |       |       |       |       | 2      |
| 58   | Fredrik Donner     |       |       |       |       |       |       |       |       |       |       | 9     |       |       | 2      |
| 66   | Laurent Poggi      |       |       |       |       | 10    |       |       |       |       |       |       |       |       | 1      |
| 66   | Clive Smith        |       |       |       |       |       |       | 10    |       |       |       |       |       |       | 1      |
| 66   | Grant Goile        |       |       |       |       |       |       |       | 10    |       |       |       |       |       | 1      |
| 66   | Alejandro Schmauk  |       |       |       |       |       |       |       |       | 10    |       |       |       |       | 1      |
| 66   | Timo Heinonen      |       |       |       |       |       |       |       |       |       | 10    |       |       |       | 1      |
| 66   | Lambert Kouame     |       |       |       |       |       |       |       |       |       |       | 10    |       |       | 1      |
| 66   | Sepp Haider        |       |       |       |       |       |       |       |       |       | Ret   |       | 10    | Ret   | 1      |
| 66   | Roger Ericsson     |       | Ret   |       |       |       |       |       |       |       |       |       |       | 10    | 1      |

### Campeonato de Constructores
| Pos. | Constructor | Rally | Rally | Rally | Rally | Rally | Rally | Rally | Rally | Rally | Rally | Rally | Puntos |
| Pos. | Constructor | MON   | SWE   | POR   | KEN   | FRA   | GRE   | USA   | ARG   | FIN   | ITA   | GBR   | Puntos |
| ---- | ----------- | ----- | ----- | ----- | ----- | ----- | ----- | ----- | ----- | ----- | ----- | ----- | ------ |
| 1    | Lancia      | 1     |       | 1     |       |       | 1     | 1     | 1     | 1     | 1     |       | 140    |
| 2    | Audi        | 3     | 7     | 6     | 1     |       | 3     |       |       | 4     |       | 6     | 82     |
| 3    | Renault     | 6     |       | 2     |       | 4     | 5     |       | 5     |       | 4     |       | 71     |
| 4    | Volkswagen  | 5     | 8     | 3     | 4     |       | 6     |       | 3     |       |       | 9     | 64     |
| 5    | Ford        |       | 6     | 9     |       | 7     |       |       |       | 2     | 4     | 2     | 62     |
| 6    | Mazda       | 4     | 1     |       |       |       |       | 4     |       | 6     |       |       | 52     |
| 7    | Toyota      |       |       |       | 3     |       |       | 6     |       |       |       |       | 22     |
| 8    | BMW         |       |       |       |       | 1     |       |       |       |       |       |       | 20     |
| 9    | Opel        |       |       |       | 9     |       |       |       |       |       | 6     | 7     | 16     |
| 10   | Subaru      | 10    |       |       | 5     |       |       |       |       |       |       | 10    | 12     |
| 11   | Nissan      |       |       |       | 8     |       | 10    | 8     |       |       |       |       | 9      |
| 12   | Fiat        |       |       | 10    |       |       |       |       | 8     |       |       |       | 5      |
| 13   | Alfa Romeo  |       |       |       |       |       |       |       | 10    |       |       |       | 1      |

### Copa Mundial de Producción
| Pos. | Constructor      | Rally | Rally | Rally | Rally | Rally | Rally | Rally | Rally | Rally | Rally | Rally | Rally | Rally | Puntos |
| Pos. | Constructor      | MON   | SWE   | POR   | KEN   | FRA   | GRE   | USA   | NZL   | ARG   | FIN   | CDM   | ITA   | GBR   | Puntos |
| ---- | ---------------- | ----- | ----- | ----- | ----- | ----- | ----- | ----- | ----- | ----- | ----- | ----- | ----- | ----- | ------ |
| 1    | Alex Fiorio      | 10    | 10    | 13    |       |       | 11    | 13    |       |       | 13    |       |       |       | 70     |
| 2    | Ove Olofsson     |       | 7     |       |       |       |       |       |       |       |       |       |       | 10    | 17     |
| 3    | Bertrand Balas   | 13    |       |       |       |       |       |       |       |       |       |       |       |       | 13     |
| 3    | Sören Nilsson    |       | 13    |       |       |       |       |       |       |       |       |       |       |       | 13     |
| 3    | Claude Balesi    |       |       |       |       | 13    |       |       |       |       |       |       |       |       | 13     |
| 3    | Evangelos Gallo  |       |       |       |       |       | 13    |       |       |       |       |       |       |       | 13     |
| 3    | Fredrik Donner   |       |       |       |       |       |       |       |       |       |       | 13    |       |       | 13     |
| 3    | Franco Cunico    |       |       |       |       |       |       |       |       |       |       |       | 13    |       | 13     |
| 3    | George Donaldson |       |       |       |       |       |       |       |       |       |       |       |       | 13    | 13     |
| 10   | Vittorio Caneva  |       |       |       |       |       |       |       |       |       |       |       | 10    |       | 10     |